# Kollóttadyngja
Kollóttadyngja (pronuncia: ˈkʰɔtlˌouhtaˌtiɲca), è un vulcano alto 1177 metri, situato nella regione del Norðurland eystra, nella parte nord-orientale dell'Islanda.

## Denominazione
Il nome Kollóttadyngja in lingua islandese significa: vulcano a scudo calvo.

## Descrizione
Kollóttadyngja è un vulcano a scudo che si trova nel campo lavico di Ódáðahraun, nei disabitati altopiani d'Islanda a nord della grande calotta ghiacciata del Vatnajökull, non lontano dal vulcano appiattito Herðubreið e dallo stratovulcano Askja, al cui sistema vulcanico appartiene.
Il vulcano ha un diametro alla base di 6-7 km, tipico dei vulcani a scudo. Sulla sommità si trova una piccola caldera con un diametro di 800 metri e una profondità di soli 20-30 m; al centro si trova un avvallamento profondo 60-70 metri con un diametro di circa 150 metri.